# Reining
 (mai 2016).
Si vous disposez d'ouvrages ou d'articles de référence ou si vous connaissez des sites web de qualité traitant du thème abordé ici, merci de compléter l'article en donnant les références utiles à sa vérifiabilité et en les liant à la section « Notes et références ».
Le reining est une discipline de compétition d'équitation western. 
Le reining est une discipline de dressage. Elle exige un cheval placide, avec des rênes tenues à une main et sans tension continue sur le mors (elles sont dites en « guirlande » car elles sont longues et lâches). Le quarter horse est le cheval de prédilection de cette discipline. L'association qui représente internationalement le reining est la NRHA (National Reining Horse Association). 
Le cavalier doit contrôler sa monture de manière précise et sans résistance, en faisant des cercles (grands rapides et des petits le plus lentement possible), des changements de pied, 4 pivots rapides en fixant les postérieurs de chaque côté, des arrêts nets sans transition du galop au centre, des demi-tours (rollback) après des arrêts glissés (sliding stops).
Les épreuves des jeunes chevaux (futurity) (3 et 4 ans), les épreuves en filet (snaffle bit) et celles pour débutants se font généralement à 2 mains, tandis que les épreuves en bride où les chevaux de tout âge peuvent participer se passent à une main. Il existe beaucoup d'épreuves différentes et il y a parfois des épreuves où il est autorisé de monter à 2 mains en bride.

## Figures

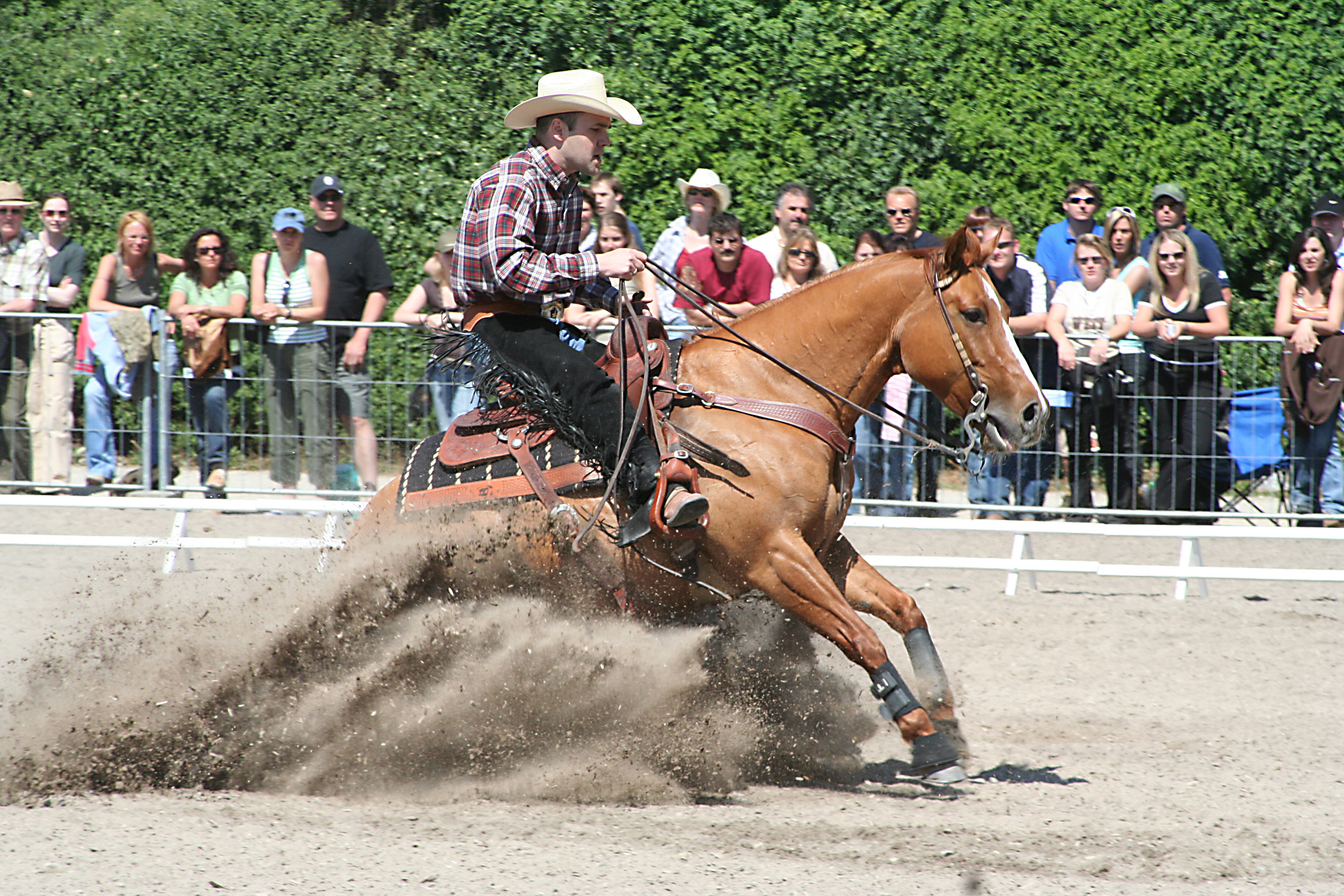
Un Sliding Stop (arrêt glissé).

La compétition consiste à effectuer un enchaînement parmi les figures suivantes : 
- Sliding Stop : arrêt glissé en ligne droite, le cheval arque son dos en ramenant les postérieurs sous lui et maintient le mouvement en trottant des antérieurs.
- Spin (vrilles) : pirouette sur des hanches à 360° sur le postérieur intérieur
- Rollback : demi-tour au galop en pivotant sur les postérieurs
- Cercles : Deux grands cercles rapides suivis d'un petit cercle au galop le plus lent avec une transition nette entre les deux.
- Reculer : en ligne droite sur au moins 3 m.
- Hésitation : immobilisation complète du cheval, une hésitation doit être réalisée à la fin de chaque pattern (parcours) pour signifier aux juges la fin de celui-ci.
- Changements de pied : effectués à un endroit précis et qui n'affectent pas l'allure

## Chevaux
N'importe quel cheval peut être utilisé pour le reining mais les races de travail telles que le quarter horse dominent la discipline. Les chevaux utilisés assez fréquemment sont aussi les paint horses (quarter horse avec des taches blanches dans la robe, autres que balzane et liste), et les appaloosas.

## Équipement
(mai 2016).

### Équipement du cheval
- la selle western, la sangle, le tapis
- le filet,équipé d'un snaffle-bit (mors simple) ou d'une bride (mors à branches).
- des guêtres ou des bandes de polo pour le protéger.

### Équipement du cavalier
- Chemise manches longues et fermées
- Chapeau obligatoire (une bombe pour les enfants)
- Jeans, ou plus élégants les « chaps »
- Bottes et éperons

## Compétitions
Lors des concours, les couples sont divisés en épreuves selon leur âge, leur statut et leur niveau,.
Au niveau international, la discipline est reconnue et gérée par la fédération équestre internationale. Le reining a été ajouté au programme des jeux équestres mondiaux en 2002.
Cependant, depuis 2021 la discipline ne fait plus partie des disciplines officielles de la FEI à la suite de désaccords avec la NRHA (National Reining Horse Association ou association nationale du reining), fédération faîtière de reining domiciliée aux États-Unis.

### Blogue
2RiderzTwo Riderz est un blogue de voyage, relatant les aventures d'une fille qui tombe un peu par hasard, dans le monde du reining. Au Canada, d'abord, puis en France, en Autriche, aux États-Unis. Photos, illustrations, anecdotes. 100% autobiographique et sarcastique. En Français, quelques articles en anglais.